# Anabaena

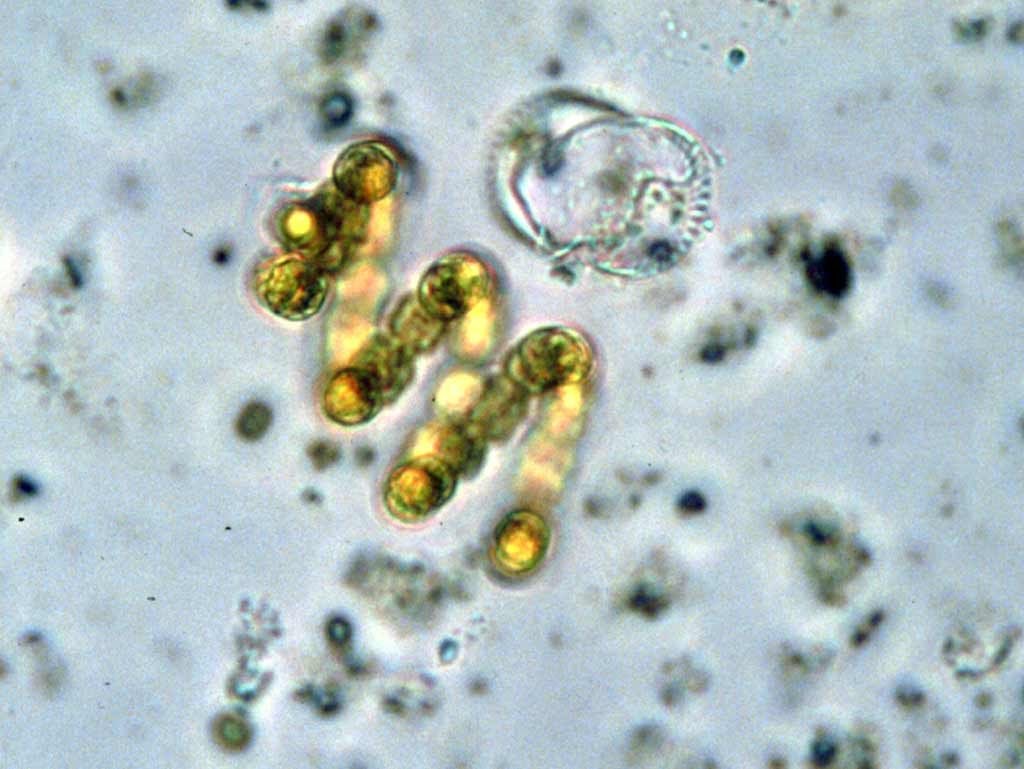
Anabaena spiroides

Anabaena is een geslacht van draadvormige cyanobacteriën ofwel blauw-groene algen die worden aangetroffen als plankton. Het staat bekend om stikstoffixatie. Sommige soorten vormen symbiotische relaties met bepaalde planten, zoals kroosvarens (Azolla). Zij zijn een van de vier geslachten van cyanobacteriën die neurotoxines produceren die schadelijk zijn voor de planten en dieren, zoals boerderijdieren en huisdieren. Momenteel wordt ervan uitgegaan dat de productie van deze neurotoxines als inbreng in haar symbiotische relaties bescherming biedt.
In 1999 werd er een DNA-sequencingproject uitgevoerd dat het volledige genoom van Anabaena van 7,2 miljoen Mbp (basenparen) lang in kaart bracht. De studie concentreerde zich op heterocysten, die stikstof kunnen omzetten in ammoniak. Bepaalde soorten van Anabaena worden op rijstvelden gebruikt als natuurlijke meststof.

## Soorten
- Anabaena aequalis
- Anabaena affinis
- Anabaena angstumalis
  - Anabaena angstumalis subsp. angstumalis
  - Anabaena angstumalis subsp. marchica
- Anabaena aphanizomendoides
- Anabaena azollae
- Anabaena bornetiana
- Anabaena catenula
- Anabaena circinalis
- Anabaena confervoides
- Anabaena constricta
- Anabaena cyanobacterium
- Anabaena cycadeae
- Anabaena cylindrica
- Anabaena echinispora
- Anabaena felisii
- Anabaena flosaquae
  - Anabaena flosaquae subsp. flosaquae
  - Anabaena flosaquae subsp. minor
  - Anabaena flosaquae subsp. treleasei
- Anabaena helicoidea
- Anabaena inaequalis
- Anabaena lapponica
- Anabaena laxa
- Anabaena lemmermannii
- Anabaena levanderi
- Anabaena limnetica
- Anabaena macrospora
  - Anabaena macrospora subsp. macrospora
  - Anabaena macrospora subsp. robusta
- Anabaena monticulosa
- Anabaena nostoc
- Anabaena oscillarioides
- Anabaena planctonica
- Anabaena raciborskii
- Anabaena scheremetievi
- Anabaena sphaerica
- Anabaena spiroides
  - Anabaena spiroides subsp. crassa
  - Anabaena spiroides subsp. spiroides
- Anabaena subcylindrica
- Anabaena torulosa
- Anabaena unispora
- Anabaena variabilis
- Anabaena verrucosa
- Anabaena viguieri
- Anabaena wisconsinense
- Anabaena zierlingii